# Xingyun-Preis
Der Xingyun-Preis (chinesisch 星云奖 xingyun jiang, auch englisch als Nebula Award for Global Chinese Science Fiction) ist ein chinesischer Literaturpreis, der seit 2010 von der World Chinese Science Fiction Association (WCSFA) für in chinesischer Sprache erschienene Science-Fiction verliehen wird. Die Vergabe erfolgt durch eine Jury aus einer durch Publikumswahl bestimmten Liste von Nominierten.
Auszeichnungen wurden 2019 in den folgenden Kategorien vergeben:
- Bester Roman
- Beste Erzählung
- Beste Kurzgeschichte
- Beste SF für Kinder (Langform)
- Beste SF für Kinder (Kurzform)
- Bestes Sachbuch
- Beste Übersetzung
- Beste Illustration/Artwork
- Bester Neuling
- Sonderpreis

## Preisträger
Mehrfachvergabe in einem Jahr wird durch einen trennenden Schrägstrich („/“) angezeigt.
2019
- Bester Roman: Hui Hu: The Azure Tragedy
- Beste Erzählung: A Que: Flowers on the Other Side
- Beste Kurzgeschichte: Liang Qingsan: The Kites of Jinan
- Beste SF für Kinder (Langform): Xu Yanli: Mind Surveyors
- Beste SF für Kinder (Kurzform): Qin Yingliang: Millions of Tomorrows
- Bestes Sachbuch: nicht vergeben
- Beste Übersetzung: Hao Xiuyu für die Übersetzung von Band 3 der Sammlung von Philip K. Dick
- Beste Illustration/Artwork: Butu für das Cover von Red Ocean
- Bester Neuling: Yang Wanqing
- Sonderpreis: Frank Gwo und Hao Jingfang

2018
- Bester Roman: Jiang Bo: Gate of Memories
- Beste Erzählung: Chen Qiufan: The Monster Reunion

2017
2016
2015
- Bester Roman: nicht vergeben
- Beste Erzählung: Zhang Ran (张冉): The Ravenous
- Beste Kurzgeschichte: Chen Qiufan (陈楸帆): Coming of the Light
- Beste SF für Kinder: Zuo Wei (左炜): The Last Three Nuke Bombs
- Bestes Sachbuch: Liang Qingsan (梁清散): Science Fiction in the Late Qing Dynasty: the Wild Creations
- Bester Neuling: Zhang Ran (张冉)
- Sonderpreis: Liu Cixin (刘慈欣)

2014
- Bester Roman: Bao Shu （宝树）: Ruins of Time (时间之墟)
- Beste Erzählung: nicht vergeben
- Beste Kurzgeschichte: Ping Zongqi （平宗奇）: Smart Life (智能型人生)
- Beste SF für Kinder: Yang Peng （杨鹏）: The Three Young Musketeers in Campus (校园三剑客)
- Bestes Sachbuch: Huang Hai （黄海）: Analysis of Science Fiction Literature (科幻文学解构) / Wu Yan （吴岩）: Six Lectures on Science Fiction (科幻六讲)
- Beste SF-Veröffentlichung: Chinese Science Fiction Movie (中国科幻大片), Tsinghua University Press （清华大学出版社）
- Bester Neuling: Chen Qian (陈茜)

2013
- Bester Roman: Chen Qiufan: The Waste Tide

2012
- Bester Roman: Wang Jinkang: Be with Me
- Beste Erzählung: Zhang Xiguo: Excess of the World
- Beste Kurzgeschichte: Chen Qiufan: G stands for Goddess

2011
- Bester Roman: Liu Cixin (刘慈欣): Death's End (死神永生)
- Beste Kurzgeschichte: Han Song: Rebirth Brick

2010
- Bester Roman: Wang Jinkang: Cross / Albert Tam: Humanoid Software
- Beste Autoren: Liu Cixin / Han Song